# ボーイング747LCF ドリームリフター
ボーイング747-400LCF
Boeing 747-400LCF
ドリームリフター
- 用途：貨物機
- 製造者： アメリカ合衆国・ボーイング社
- 運用者： アトラス航空（2010年8月〜）
- 初飛行：2006年9月9日
- 生産数：4
- 運用状況：運用中
- ユニットコスト：10億USドル

ボーイング747 ドリームリフター（英語：Boeing 747 Dreamlifter）は、ボーイング747-400を大きく改造・改修した、大型の特殊貨物機である。「ドリームリフター」は「夢を運ぶ」が語源の愛称であり、正式名称は「ボーイング747-400LCF」。末尾にある「LCF」は、「Large Cargo Freighter（ラージ・カーゴ・フレイター）」の略である。
なお、本項では以下、同機のことを「ドリームリフター」に統一して表記する。

## 概要
2006年9月9日に初飛行を果たしたドリームリフターは、ボーイング787の部品を世界各地の製造場所からボーイング社の最終組立工場があるシアトルに輸送するために、中古のボーイング747-400を改修・改造したワイドボディ貨物機である。
機首より後ろの胴体部分が大きく膨らんだ奇妙な形態をしていることが同機の何よりの特徴であるが、これによって747-400Fの3倍ほどの量の貨物を輸送できるようになった。
当初中古機からの改造は、台湾のエバーグリーンアビエイションテクノロジーズ社 (EGAT) によって台湾桃園国際空港の整備場で行われ、2006年に初号機が就航したのに続き、2007年に2号機、2008年に3号機が初飛行を果たした。なお、当初は3機のみの改造予定であったが、2010年に4号機が初飛行し、現在も4機体制を継続中である。これら4機はいずれもボーイングが所有している。
同機の運航は、2010年7月まではエバーグリーン航空により行われていたが、同年8月からはアトラス航空に受託契約が変更された。この変更に合わせ、機首付近の窓に若干のマイナーチェンジが実施された。
なお、コックピットを除いて機内は与圧されていない。
イタリア・グロッターリエ、カンザス州ウィチタ、サウスカロライナ州ノースチャールストンなど、世界各地の工場で製造された787の主翼や胴体、エンジンなどの大型部品を、分解しないまま機内に搭載し、最終組立工場であるワシントン州エバレット工場へ輸送する。787を1機製造するためだけに、ドリームリフターによる12回もの飛行が必要とされる。
ちなみに、ドリームリフターが使用するシアトルの空港は、ペイン・フィールド空港である。

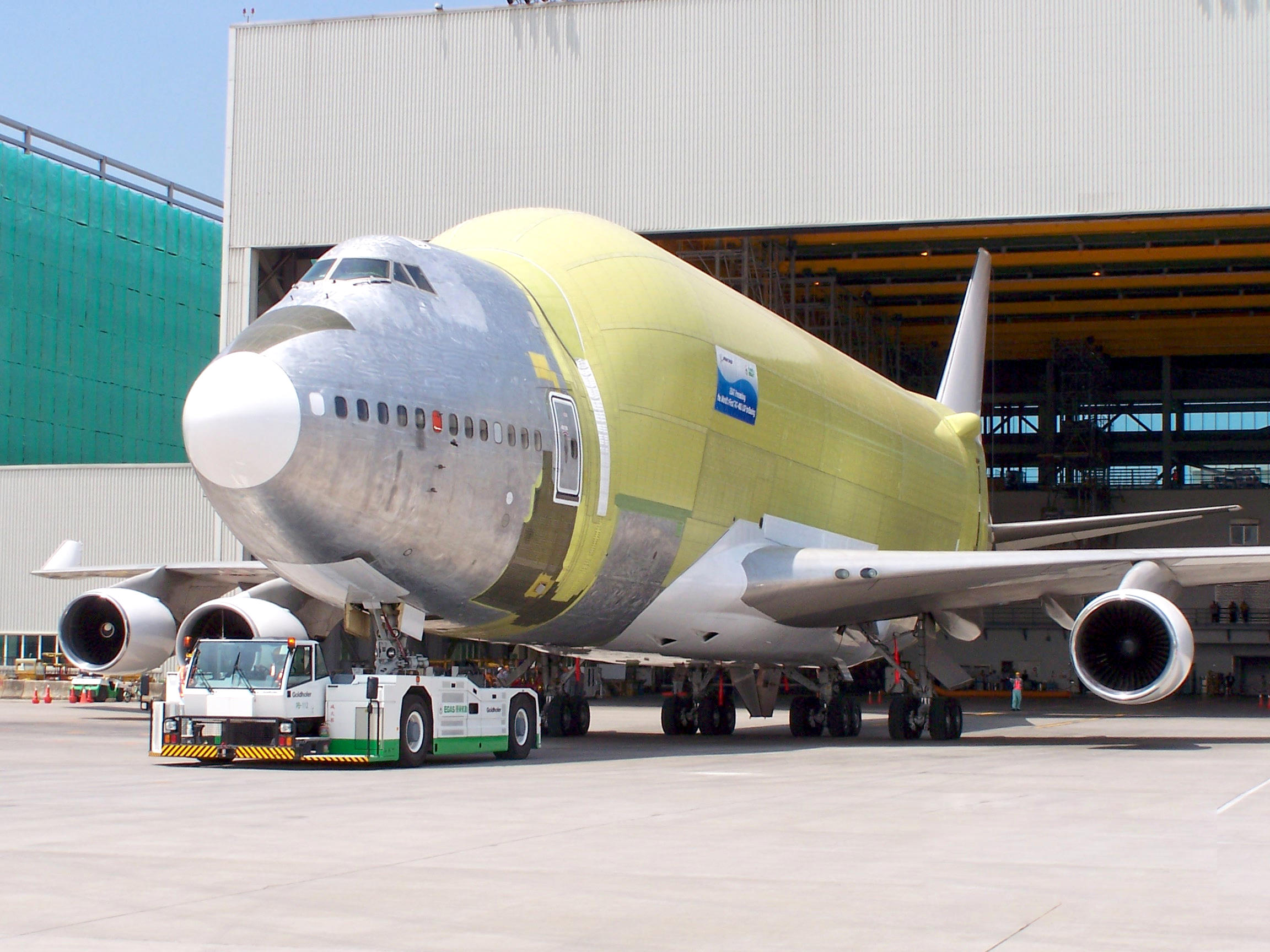
就航したばかりのドリームリフター
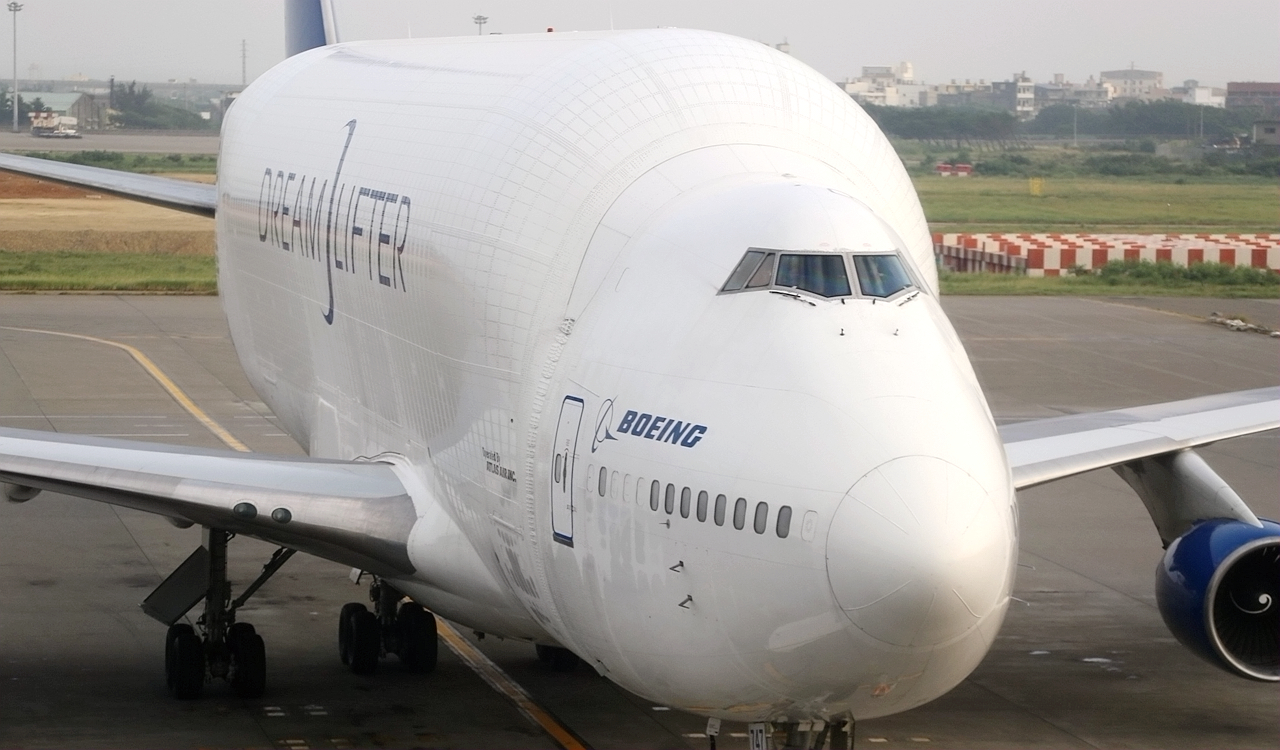
前方から見たドリームリフター（膨らみがよくわかる）
- 着陸するドリームリフター

## 機体について

### 特殊な機体
以下の表は、ドリームリフターと747-400との基礎データを比較したものである。
|                  | ドリームリフター                      | 747-400                                                                                         |
| ---------------- | ------------------------------------- | ----------------------------------------------------------------------------------------------- |
| パイロットの人数 | 2人                                   | 2人                                                                                             |
| 胴体長           | 71.68 m                               | 70.6 m                                                                                          |
| 翼の幅           | 64.4 m                                | 64.4 m                                                                                          |
| 機体全高         | 21.54 m                               | 19.4 m                                                                                          |
| 胴体幅           | 8.38 m                                | 6.50 m                                                                                          |
| 重量             | 180,530 kg                            | 179,015 kg                                                                                      |
| 最大離陸重量     | 364,235 kg                            | 396,890 kg                                                                                      |
| 巡航速度         | 時速878 km                            | 時速910 km                                                                                      |
| 航続距離         | 7,800 km                              | 13,450 km                                                                                       |
| 使用エンジン     | プラット・アンド・ホイットニー PW4000 | - ゼネラル・エレクトリック CF6 - ロールス・ロイス RB211 - プラット・アンド・ホイットニー PW4000 |

胴体が72 m近くまで延長され、これほどの大幅な延長は、当時747ファミリーでは初めてであった。現在では747-8が就航したため、747ファミリーとしての胴体はさらに長い76 mに達している。
機体内部空間確保のために胴体幅・高さともに拡大され、通常の747-400Fの3倍ほどになる、1,840 m³もの貨物搭載部容積を誇る。機首・主翼・尾部などは747-400から大きな変化はないが、機首より後ろの胴体だけが膨れ上がっている。機体の左右を安定させるために垂直尾翼も大きくなり、機体全高は2 mほど高まった。

### 貨物口
ドリームリフターでは貨物口は機体後方部にあり、尾部の左舷側にヒンジがある。この貨物口の開閉は、専用の特殊車両で尾部を支えながら、胴体を輪切り状にして折り曲げる形で行われる。機内に貨物を積み込むために使われる、いわゆるリフトが一体化された特殊車両も用意される。

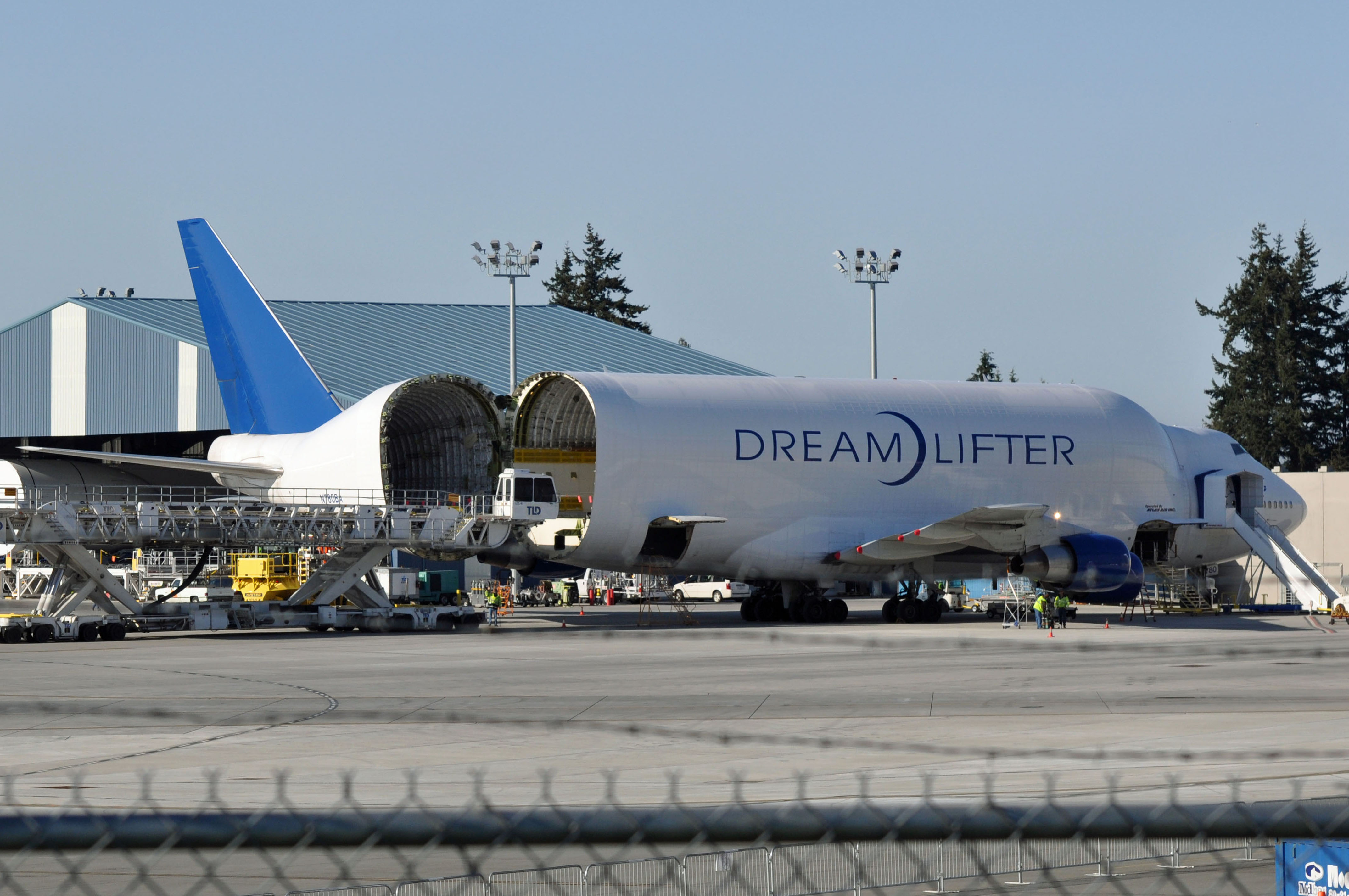
ドリームリフターが貨物を積み降ろす様子

### ウィングレット
ドリームリフターにも、当初はウィングレットが装着された。しかし、試験飛行中に起きた振動（フラッター）の影響で、急遽撤去されることが決まり、747-400ファミリーの中では日本国内線専用仕様である747-400Dに次いで、ウィングレットを装備していない機体となった。

## 機材リスト
| 運航機 | 改造後の初飛行 | 製造番号  | 型式 | エンジン                              | 機体記号 | 登録年月日     | 旧機体記号 | 旧所有者           |
| ------ | -------------- | --------- | ---- | ------------------------------------- | -------- | -------------- | ---------- | ------------------ |
| 1号機  | 2006年9月9日   | 25879/904 | -4J6 | プラット・アンド・ホイットニー PW4056 | N747BC   | 2001年8月22日  | B-2464     | 中国国際航空       |
| 2号機  | 2007年2月16日  | 24310/778 | -409 | プラット・アンド・ホイットニー PW4056 | N780BA   | 2004年12月17日 | B-18272    | チャイナエアライン |
| 3号機  | 2008年6月      | 24309/766 | -409 | プラット・アンド・ホイットニー PW4056 | N249BA   | 2005年5月17日  | B-18271    | チャイナエアライン |
| 4号機  | 2010年1月15日  | 27042/932 | -4H6 | プラット・アンド・ホイットニー PW4056 | N718BA   | 2007年9月1日   | 9M-MPA     | マレーシア航空     |

## 日本におけるドリームリフター
日本には現在、常滑の中部国際空港（以下セントレア）にのみ、ドリームリフターが飛来している。これは、愛知県（特に飛島村・弥富市）には787の機体の部品などを製造している工場が多いためである。初めてセントレアに飛来したのは2007年1月10日のことで、その際は2日後の1月12日16時30分に、シアトルに向けてセントレアを飛び立った。
セントレアのFLIGHT OF DREAMSにはドリームリフターのフライトシミュレータが設置されており一般客も操縦体験が可能。

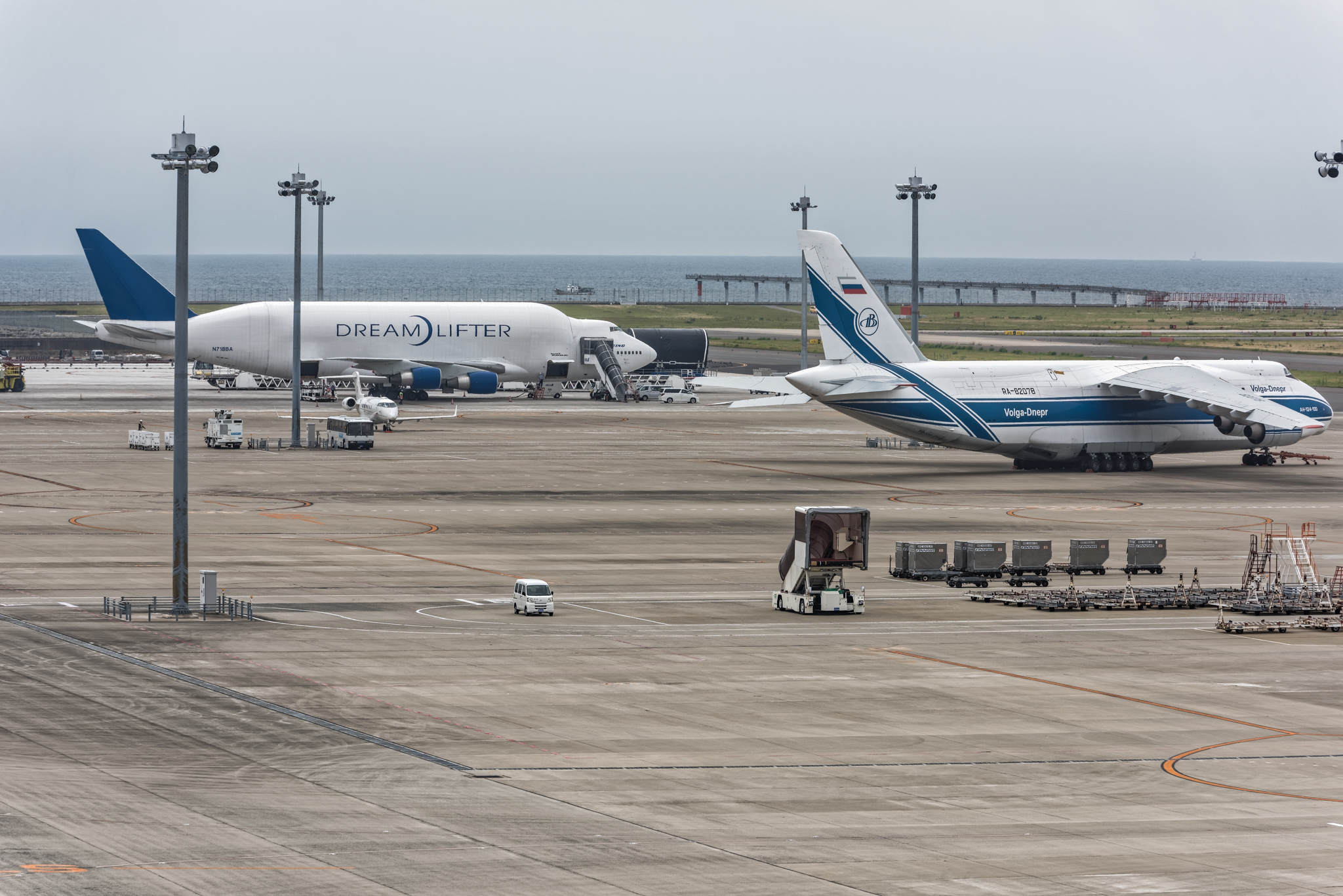
中部国際空港に飛来した際のドリームリフター
- 中部国際空港にてアントノフAn124と並ぶドリームリフター

## 事故
2013年11月20日21時30分頃、アトラス航空によって運航されていたドリームリフター（N780BA）は、ニューヨーク州のジョン・F・ケネディ国際空港を離陸しカンザス州ウィチタのマッコーネル空軍基地へ向けて飛行していた。しかし、パイロットは誤ってマッコーネル空軍基地から9マイル手前のコロネル・ジェームス・ジャバーラ空港へ着陸した。この空港の滑走路長は僅か6,100フィート (1,900 m)で、貨物機が使用するにはあと910 m必要なはずであったが、機体は正常に着陸した。パイロットは当初、ビーチ・ファクトリー空港へ誤着陸したと管制官に報告していたが、座標の確認を行いコロネル・ジェームス・ジャバーラ空港へ誤着陸したことに気付いた。ドリームリフターは、マッコーネル空軍基地に着陸後、付近のスピリット・エアロシステムからボーイング787の胴体等をワシントン州エバレットへ輸送する予定だった。同機は翌日、無事離陸しマッコーネル空軍基地へ着陸した。この事故に対して、国家運輸安全委員会が調査を行った。